# 時代劇は死なず ちゃんばら美学考
『時代劇は死なず　ちゃんばら美学考』（じだいげきはしなずちゃんばらびがくこう）は、2016年公開の中島貞夫監督による日本の時代劇（ちゃんばら）に関するドキュメンタリー映画である。

## 内容
京都で半世紀以上にわたって映画キャリアを積み重ねてきた中島貞夫監督によるちゃんばらに焦点を当てて手がけたドキュメンタリー映画。殺陣師、俳優、映画研究家、評論家など映画有識者の方々へインタビューを行うだけでなく、中島監督の指導のもと俳優木村彰吾、山本千尋、東映剣会らが出演するオリジナルのちゃんばらシーンも披露される内容となっている。

## キャスト
- 山本千尋
- 木村彰吾
- 松方弘樹
- 福本清三
- 清家三彦